# Девід Вілкі
Девід Вілкі  (англ. David Wilkie; 8 березня 1954 — 22 травня 2024) — британський плавець, олімпійський чемпіон.

## Виступи на Олімпіадах
| Олімпіада     | Дисципліна                      | Місце     |
| ------------- | ------------------------------- | --------- |
| Мюнхен 1972   | плавання на 100 метрів брасом   | 8         |
| Мюнхен 1972   | плавання на 200 метрів брасом   | 2         |
| Мюнхен 1972   | 200 метрів, комплексне плавання | 3 h4 r1/2 |
| Мюнхен 1972   | комплексна естафета 4 × 100     | 7         |
| Монреаль 1976 | плавання на 100 метрів брасом   | 2         |
| Монреаль 1976 | плавання на 200 метрів брасом   | 1         |
| Монреаль 1976 | комплексна естафета 4 × 100     | 4         |